# 맥 OS X 스노 레퍼드
맥 OS X 스노 레퍼드(영어: Mac OS X Snow Leopard, 버전 10.6)는 애플의 운영 체제인 맥 OS X의 일곱 번째 주요 버전이다. 맥 OS X 스노 레퍼드는 애플사의 최고 경영자인 스티브 잡스가 2008년 6월 9일에 WWDC 08에서 발표하였다. 그리고 2009년 8월 28일 정식으로 출시되었다. 가격이 1달러로 상당히 저렴해서 업그레이드 율이 아주 높았다. 맥 OS X 스노 레퍼드는 맥 OS X 레퍼드가 나온지 2년 만에 나온 릴리즈이다.
이 운영 체제 판올림은 새로운 기능보다는 성능 향상과 전체적인 효율 증가에 초점이 맞추어져 있다. 또한 시스템 7.1.2부터 지원되기 시작한 파워PC 플랫폼을 지원하지 않게 된 첫 버전이다.
스노 레퍼드의 다음 버전은 2011년 7월에 출시된 맥 OS X 라이언이다.

## 시스템 요구 사항
애플은 스노 레퍼드를 설치하기 위한 시스템의 기본 요구사항을 다음과 같이 정했다.
- 인텔 프로세서 탑재 매킨토시. 인텔 코어 솔로나 인텔 코어 듀오 등의 IA-32 기반 프로세서는 32비트 응용 소프트웨어만 구동할 수 있다. 이후 나온 x86 64 아키텍처 프로세서는 64비트 응용 소프트웨어를 작동할 수 있다.
- 최소 1GB의 RAM
- 최소 5GB의 여유 디스크 공간
- 설치를 위한 DVD 드라이브 (원격 맥 OS X 설치로도 사용 가능) 혹은 외장 USB나 FireWire DVD 드라이브.

몇 가지 기능을 사용하기 위한 추가 요구사항
- 퀵타임 H.264 하드웨어 가속 지원. 엔비디아 지포스 9400M, 320M, GT 330M 이상의 그래픽 카드 요구.
- OpenCL이 지원되는 엔비디아나 ATI 그래픽카드 요구.

스노 레퍼드는 파워PC 기반 시스템을 더 이상 지원하지 않는다.
기존 레퍼드 및 타이거와는 달리 파워PC 기반 시스템에서만 작동되는 프로그램의 코드를 x86용으로 변환시켜주는 소프트웨어인 로제타를 기본 설치가 아닌 추가 설치로 바꾸었다.

### IBM 호환 기종 기반의 비 매킨토시 하드웨어에서의 OS X
몇몇 사용자들은 지원되지 않는 하드웨어에 맥 OS X 스노 레퍼드를 설치하는 방법을 알아냈다. 한 사용자는 지원되는 하드웨어에 맥 OS X 스노 레퍼드를 설치한 후 하드 드라이브를 미지원 하드웨어로 옮겼다. 또 다른 방법은 스노 레퍼드 설치 DVD를 지원되는 하드웨어에서 부팅한 후 파이워와이어 대상 디스크 모드로 지원되지 않는 하드웨어에 설치하는 것이다.
애플이 맥을 인텔 프로세서 기반으로 바꾼 이후, 해킨토시 프로젝트는 맥 OS X 타이거와 맥 OS X 레퍼드를 비 애플 x86 기반 컴퓨터에서 설치할 수 있게 했다. 가장 유명한 방법은 편집된 다윈 부트로더를 편집한 부트 132로 컴퓨터를 리테일로 속이거나 바닐라로 운영 체제를 EFI 기반 매킨토시로 속이는 것이다. 이런 방법들은 수정되지 않은 애플의 순정 DVD를 이용해서 맥 OS X를 설치할 수 있게 하지만, 몇몇 컴퓨터에서만 지원한다.

## 새롭거나 변경된 부분
맥 OS X 스노 레퍼드는 기존 기능 모음을 더 정교하게 만들어서 운영 체제의 기술적 가능성을 놓이는 것이 목적이었고, 응용 소프트웨어의 효율성을 향상시키는 것이다. 많은 변화는 백그라운드에서 동작하는 시스템에 있고 사용자에게 잘 보이지 않는다. 예를 들어 응용 소프트웨어 "파인더"는 코코아 API로 완전히 재작성되었다. 소프트웨어의 아주 큰 차이에도 불구하고, 사용자들은 사용자 인터페이스에 따른 변화를 거의 느끼지 못할 것이다. 스노 레퍼드의 변경 사항은 다음과 같다:
- 부트 캠프 3.0은 이제 윈도 파티션에서 HFS+ 파티션을 읽고 복사할 수 있게 한다. 또한 이 버전은 시네마 디스플레이의 향상된 기능에 대한 지원과 시동 디스크 제어판의 새로운 커맨드 라인 버전을 추가한다.
- 파인더가 스노 레퍼드의 새로운 기능을 사용하기 위해 코코아 API로 완전히 재작성됐다.
- OS의 하 드디스크 점유율이 기존에 비해 낮아졌다.
- 풀 멀티터치 트랙패드 제스처를 지원하기 시작했다.[4]
- 미리 보기 PDF 문서를 인식하기 위한 인공 지능 알고리즘 추가.[5]
- 퀵타임 X, 새로운 버전의 퀵타임 플레이어가 완전한 64비트 코코아 프로그램으로 작성되었다. 애플은 퀵타임의 사용자 인터페이스를 풀 스크린 퀵타임 뷰로 바꿔서 전체 창이 비디오를 보여주게 설계했다. 퀵타임은 HTTP 라이브 스트리밍을 지원하고, 고성능 색상 제작을 위한 ColorSync를 활용한다.[6] 스노 레퍼드가 엔비디아 지포스 9400M, 320M, GT 330M 그래픽 카드를 가지고 있을 경우에, 퀵타임 X는 CPU 로드를 줄이기 위해 비디오 디코딩 기술을 사용한다.
- 사파리 4는 톱 사이트, 커버 플로우, 보이스오버, 표준 지원 추가, 충돌 복구 등의 기능을 추가했다. 사파리 4는 스노 레퍼드에 포함되어 있지만 꼭 필요하지는 않으며, 맥 OS X 타이거, 레퍼드 및 마이크로소프트 윈도우에서도 무료로 다운로드할 수 있다.
- 타임 머신 연결 생성과 백업이 훨씬 빨라졌다.
- VoiceOver가 스노 레퍼드에서 크게 향상되었다. 웹 페이지를 읽는 것은 오토 웹 스팟으로 향상되었고, 최신 애플 노트북에서 트랙패드 제스처는 보이스오버 기능을 조작하는데 사용될 수 있다.[7]

### 사용자 인터페이스 향상
파인더가 완전히 코코아 API로 재작성되었지만, 큰 인터페이스 변경은 없었다. 대신 사용상의 편의를 강조하기 위해 몇몇 인터페이스가 변경되었다. 변경된 사항은 다음과 같다:
- 익스포제가 이제는 왼쪽 클릭이나 독의 아이콘으로도 시작할 수 있다. 창은 새로운 그리드 패턴으로 정렬된다.
- 기본 감마가 1.8에서 2.2로 변경되었다.[8]
- 빨라진 PDF 및 JPEG 아이콘 새로 고침.[9]
- 네트워크를 검색할 때, 에어포트 메뉴 모음 아이콘이 네트워크를 찾을 때 애니메이션을 보여주고 사용 가능한 네트워크의 강도를 드롭 다운 메뉴로 보여준다.
- 디스크의 남은 공간 등을 보여주는 바이트의 단위가 MiB에서 MB로 바뀌었다. MB 방식은 하드 디스크 제조사들이 많이 사용하는 방식이다.[10]
- 종료 속도와 잠자기 모드 전환이 빨라졌다.[11]

### 제거된 기능
- 애플 토크가 더 이상 지원되지 않는다.[12]
- 응용 소프트웨어의 언어를 "정보 수집" 창으로 바꿀 수 없다.[13]

## 개발자 기능

### 64비트 아키텍처
맥 OS X 타이거는 64비트 응용 소프트웨어에 대한 제한된 지원을 추가했다. 맥 OS X 레퍼드는 64비트 애플리케이션이 대부분의 맥 OS X 라이브러리와 프레임워크를 사용할 수 있도록 지원을 확장했다.
스노 레퍼드에서 대부분의 기본 응용 소프트웨어는 64비트 x86-64에 맞도록 재설계되었다.(아이튠즈, 프론트 로, 그래퍼, DVD 플레이어 제외) 해당 응용 소프트웨어는 32비트 프로세서에서 32비트 모드로 작동할 것이고, 64비트 프로세서에서 64비트 모드로 작동할 것이다.
맥 OS X의 커널은 몇몇 기기에서 64비트 모드에서 작동하도록 새롭게 만들어졌다. 해당 기기에서 스노 레퍼드는 16 테라바이트의 메모리를 지원한다. 최신 Xserve와 맥 프로는 64비트 모드를 기본으로 작동할 것이고, 최신 아이맥도 64비트 커널을 지원하지만, 기본으로 설정되어 있지 않다. 64비트 커널을 로딩하고 싶은 사용자들은 부팅 직후 키보드에서 6과 4를 누르고 있어야 한다. com.apple.Boot.plist 파일을 변경하면 사용자가 호환되는 컴퓨터에서 계속 64비트 모드로 부팅할 수 있게 한다.
버전 10.6.0에서 다음의 애플 컴퓨터만이 64비트 커널과 호환된다.
| 제품                   | 모델 명       | K64 상태  |
| ---------------------- | ------------- | --------- |
| 2008년 초반 맥 프로    | MacPro3,1     | 사용 가능 |
| 2008년 초반 Xserve     | Xserve2,1     | 기본      |
| 맥북 프로 15″/17″      | MacBookPro4,1 | 사용 가능 |
| 아이맥                 | iMac8,1       | 사용 가능 |
| 유니바디 맥북 프로 13″ | MacBookPro5,5 | 사용 가능 |
| 유니바디 맥북 프로 15″ | MacBookPro5,1 | 사용 가능 |
| 유니바디 맥북 프로 17″ | MacBookPro5,2 | 사용 가능 |
| 맥 프로                | MacPro4,1     | 사용 가능 |
| 아이맥                 | iMac9,1       | 사용 가능 |
| 2009년 초반 Xserve     | Xserve3,1     | 기본      |
| 2009년 초반 맥 미니    | Macmini3,1    | 사용 가능 |

### 그랜드 센트럴 디스패치
그랜드 센트럴 디스패치는 다중 프로세서 코어를 사용해서 더 효율적인 성능을 제공하는 도구이다. 기존 응용 소프트웨어는 멀티 코어 CPU용으로 최적화하는 것에 대한 기술적 어려움 때문에, 수많은 컴퓨터 응용 프로그램은 다중 프로세서 코어를 효율적으로 사용하지 않는다. 따라서, 프로세싱 능력이 제대로 사용되지 않는 경우가 많은데, 그랜드 센트럴 디스패치는 프로그래머들이 병렬 프로그래밍 시 효율적으로 다중 코어를 사용할 수 있게 해주는 API를 포함한다.
새로운 C와 오브젝티브 C 언어 기능인 블록스는 그랜드 센트럴 디스패치의 효과를 누리는 응용 소프트웨어를 쉽게 생성할 수 있게 해준다.

### CUPS
많은 유닉스 계열 운영 체제에서 쓰이는 프린팅 시스템인 CUPS가 1.4 버전으로 업그레이드되었다. 이 버전은 향상된 장치 드라이버, 네트워킹, Kerberos 지원, 성능 향상 등이 추가된다.

## 호환성
스노 레퍼드는 페러럴즈 데스크톱 3.0, Aperture 2.1.1 이전 버전, 키노트 2.0.2 이전 버전 등의 일부 소프트웨어와는 호환되지 않는다. 또한 애플은 스노 레퍼드랑 호환성 문제가 있는 응용 소프트웨어의 목록을 등록하였다.
기존 맥 OS X에서 사용되던 프린터와 스캐너 드라이버는 스노 레퍼드랑 호환되지 않는다. 스노 레퍼드의 출시와 함께 많은 프린터 제조사들은 맥 OS X 스노 레퍼드용 업데이트된 드라이버를 제공했다. 네이티브 드라이버가 존재하지 않을 경우 스노 레퍼드는 CUPS와 Gutenprint 오픈 소스 프린터 드라이버를 지원한다. 하지만 이 드라이버는 제한된 기능을 제공한다.

## 보안
멀웨어가 감지되었을 때 사용자에게 알려주는 악성코드 방지(안티 멀웨어) 기능이 추가되었다.
컴퓨터 보안 전문가 찰리 밀러는 ASLR가 없기 때문에 맥 OS X 스노 레퍼드가 마이크로소프트 윈도우보다 보안에 취약하다고 말했다. 이 기능은 마이크로소프트가 윈도우 비스타부터 추가한 기능이지만 맥 OS X 스노 레퍼드에서는 존재하지 않았다. ASLR의 부재에도 불구하고, 애플은 맥 OS X를 스택 보호, 더 많은 맥 OS X 컴포넌트 샌드박싱으로 보안성을 강화하였다.

## 평가
맥 OS X 스노 레퍼드는 전반적으로 좋은 평가를 받았다. WWDC2009에서 애플은 스노 레퍼드는 새로운 비주얼 변화는 없을 것이며, 대신 릴리즈는 운영 체제가 더 나은 성능을 보이는 것에 초점을 맞출 것이라고 했다.
스노 레퍼드의 가격은 기존 맥 OS X의 가격이었던 129달러가 아닌 29달러로 출시되었다. 이 이유는 눈에 보이는 시스템의 변화가 거의 없기 때문이다. 하지만 대부분의 리뷰어들은 파인더, iCal 등의 네이티브 맥 OS X 응용 소프트웨어의 속도가 상당히 향상되었다고 한다. 단일 사용자 업그레이드와 패밀리 팩은 아마존닷컴의 소프트웨어 베스트 셀러 차트에서 출시 1주일 만에 1위와 2위를 왔다갔다했다.
하지만 맥 OS X 10.6과 10.6.1에서 아주 드문 경우지만 맥 OS X로 업그레이드하면서 이전의 게스트 계정의 사용자 계정 데이터가 삭제되는 경우가 있었다. 이 버그는 버전 10.6.2에서 해결되었다.

## 버전
| 버전   | 빌드   | 출시일           | 주요 변화 | 기타    |
| ------ | ------ | ---------------- | --- | ------- |
| 10.6.0 | 10A96  | 2008년 6월 10일  | WWDC에서 개발자 미리보기 버전 배포 | -       |
| 10.6.0 | 10A190 | 2008년 10월 25일 | 애플 개발자 통신을 통해서 배포 | -       |
| 10.6.0 | 10A432 | 2009년 8월 28일  | 시판용 DVD로 처음 발매 | 첫 출시 |
| 10.6.1 | 10B504 | 2009년 9월 10일  | 오류 수정, 어도비 플래시 플레이어 업데이트 | -       |
| 10.6.2 | 10C540 | 2009년 11월 9일  | 손님 계정의 자료 삭제 버그 수정, 일부 응용 소프트웨어의 안정성 개선, 4-손가락 제스처 버그 수정, NTFS와 WebDAV 파일 서버 문제 해결, 자동 로그아웃 문제 해결 | -       |
| 10.6.3 | 10D573 | 2010년 3월 29일  | 전체적인 신뢰성 및 문제점 해결 | -       |
| 10.6.4 | 10F569 | 2010년 6월 15일  | | -       |
| 10.6.5 | 10H574 | 2010년 11월 10일 | | -       |
| 10.6.6 | 10J567 | 2011년 1월 6일   | Mac App Store 오픈 | -       |
| 10.6.7 | 10J869 | 2011년 3월 21일  | | -       |